# Arytinnis romeira
Arytinnis romeira är en insektsart som beskrevs av Percy 2003. Arytinnis romeira ingår i släktet Arytinnis och familjen rundbladloppor. Inga underarter finns listade i Catalogue of Life.